# Camou-Mixe-Suhast
Pour les articles homonymes, voir Camou, Mixe et Suhast.
Ancienne commune des Pyrénées-Atlantiques, la commune de Camou-Mixe-Suhast a existé de 1842 à 1972. Elle a été créée le 22 mars 1842 par la réunion des communes de Camou-Mixe et de Suhast.
En 1972 elle a été rattachée à la commune de Aïcirits, dont le nom a été modifié en 1984 pour reprendre une partie du nom de cette ancienne commune. Désormais, elle s'appelle Aïcirits-Camou-Suhast.

## Géographie
Le village fait partie du pays de Mixe dans la province basque de Basse-Navarre.

## Toponymie
Le toponyme Camou apparaît sous les formes  
Sactus Petrus de Camono (1160), 
Camou (début du XIIIe siècle (cartulaire de Bayonne), 
Camo (1304), 
Chamo (1309), 
Gamo (1350), 
Camo (1413), 
Camur (1472, notaires de Labastide-Villefranche), 
Camo en Micxe (1479, contrats d'Ohix), 
Camo (1519, titres de Navarre), 
Camu (1621, Martin Biscay), 
Camon (1793) et 
Camou-Mixe (1863, dictionnaire topographique Béarn-Pays basque).
Le toponyme Suhast apparaît sous les formes 
Sancta Maria de Suhast (1160), 
Suhast (1316), 
Suast (1350), 
Suhast (1413) et 
Suast (1513, titres de Pampelune).
Son nom basque est Gamue-Zohazti.

## Administration
| Période                                  | Période  | Identité                | Étiquette | Qualité |
| ---------------------------------------- | -------- | ----------------------- | --------- | ------- |
|                                          | En cours | Jean-Louis Chohobigarat |           |         |
| Les données manquantes sont à compléter. |          |                         |           |         |

## Démographie
| 1841 | 1846 | 1851 | 1856 | 1861 | 1866 | 1872 | 1876 | 1881 |
| ---- | ---- | ---- | ---- | ---- | ---- | ---- | ---- | ---- |
| 375  | 400  | 341  | 310  | 322  | 296  | 278  | 301  | 332  |

| 1886 | 1891 | 1896 | 1901 | 1906 | 1911 | 1921 | 1926 | 1931 |
| ---- | ---- | ---- | ---- | ---- | ---- | ---- | ---- | ---- |
| 306  | 292  | 298  | 299  | 287  | 274  | 256  | 244  | 234  |

| 1936 | 1946 | 1954 | 1962 | 1968 | - | - | - | - |
| ---- | ---- | ---- | ---- | ---- | - | - | - | - |
| 215  | 231  | 201  | 209  | 178  | - | - | - | - |

## Pour approfondir